# Ernesto Viso

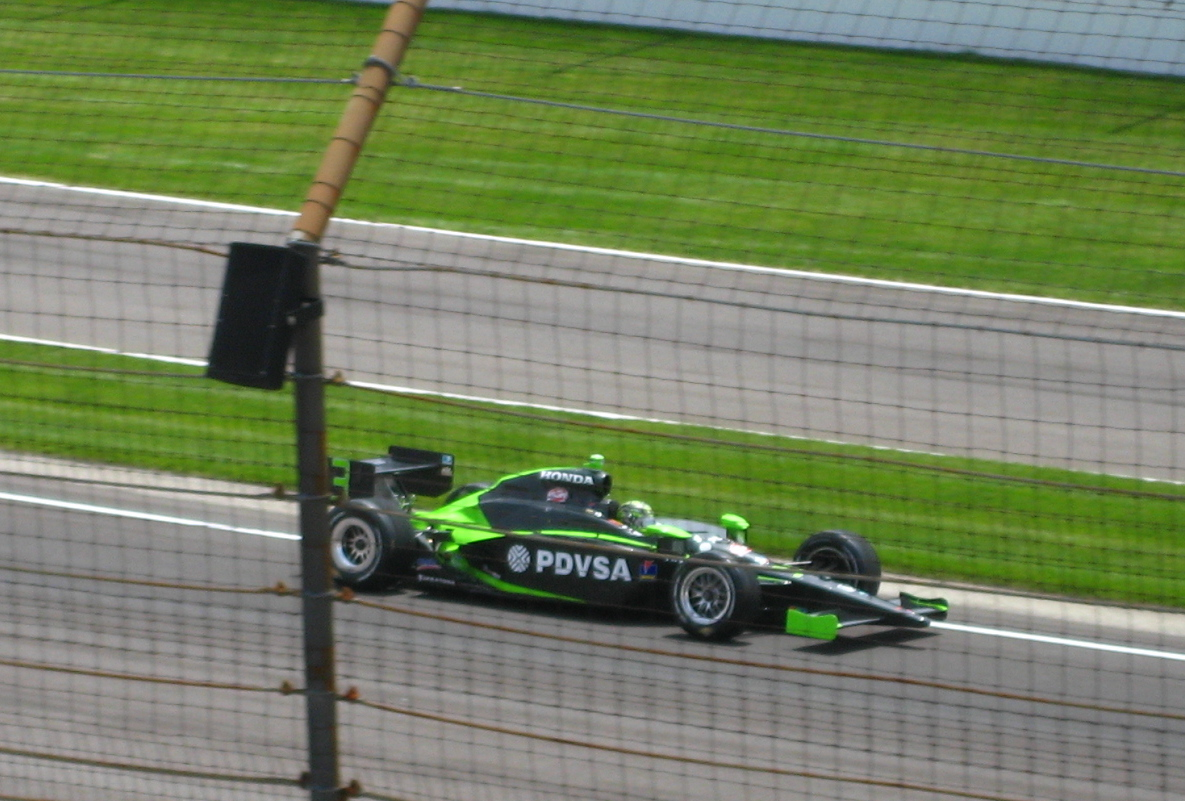
E.J. Viso podczas wyścigu Indianapolis 500 w 2008 roku

Ernesto José Viso Lossada (ur. 19 marca 1985 roku w Caracas) – wenezuelski kierowca wyścigowy. Powszechnie przedstawiany jako Ernesto Viso, a od czasu startów w Ameryce także jako E.J. Viso.

## Kariera

### Początki kariery
Karierę rozpoczął od kartingu w 1993 roku i ścigał się tam aż do 2001 roku, kiedy to wystartował w amerykańskiej serii Formuła Barber Dodge East wygrywając ją komfortowo. Ścigał się także w zimowej serii włoskiej Formuły Renault, a od 2002 roku przeniósł się do brytyjskiej Formuły Renault.
W 2003 roku wystartował w klasie B brytyjskiej Formuły 3 i zdobył tam tytuł mistrzowski. W kolejnym roku ścigał się już w głównej klasie. W trakcie sezonu jego osiągnięcia przykuły uwagę zespołu Formuły 3000 - Durango i pozostałą część 2004 roku Viso występował już w F3000.

### Seria GP2
W 2005 wystartował się w inauguracyjnym sezonie serii GP2 w zespole BCN Competicion. Kolejny sezon spędził w ekipie iSport, w której barwach wygrał dwa wyścigi i w końcowej klasyfikacji zajął 6. miejsce. Tego samego roku dostał możliwość startu w piątkowym treningu Formuły 1 podczas Grand Prix Brazylii w ekipie Spyker.
W sezonie 2007 dopiero przed czwartą rundą GP2 znalazł zatrudnienie w zespole Racing Engineering, który zwolnił słabo spisującego się Sérgio Jimeneza. Jednak już w pierwszym starcie na torze Magny-Cours Viso zaliczył bardzo poważny wypadek po kolizji z Michaelem Ammermüllerem i Kazukim Nakajimą. Jego samochód przekoziołkował nad barierami, zerwał baner reklamowy i minimalnie minął przęsło kładki przechodzącej nad torem, a on sam wyszedł z tego wypadku bez poważniejszych kontuzji.

### IRL IndyCar Series
W 2008 roku Viso wystartował w serii IRL IndyCar Series w zespole HVM Racing. Pierwszy sezon był średnio udany, na torach drogowych zaliczył kilka niezłych występów, ale na torach owalnych na których ścigał się po raz pierwszy szło mu znacznie gorzej i ostatecznie zajął 18. miejsce w klasyfikacji generalnej. Kolejny rok startów w IRL rozpoczął bardzo słabo, nie ukończył pierwszych siedmiu wyścigów sezonu. Potem było trochę lepiej, ale tylko raz ukończył wyścig w pierwszej dziesiątce i cały sezon zakończył na 18. miejscu (najsłabszym spośród kierowców którzy zaliczyli komplet wyścigów).

## Starty w karierze
| Sezon | Seria              | Zespół               | Starty | PP | Zwyc. | Punkty | Pozycja |
| ----- | ------------------ | -------------------- | ------ | -- | ----- | ------ | ------- |
| 2004  | Formuła 3000       | Durango Corse        | 6      | 0  | 0     | 7      | 12.     |
| 2005  | Seria GP2          | BCN Competicion      | 22     | 0  | 0     | 21     | 12.     |
| 2006  | Seria GP2          | iSport International | 21     | 2  | 2     | 42     | 6.      |
| 2007  | Seria GP2          | Racing Engineering   | 3      | 0  | 0     | 0      | 29.     |
| 2008  | IRL IndyCar Series | HVM Racing           | 17     | 0  | 0     | 286    | 18.     |
| 2009  | IRL IndyCar Series | HVM Racing           | 17     | 0  | 0     | 248    | 18.     |
| 2010  | IRL IndyCar Series | KV Racing Technology | 17     | 0  | 0     | 262    | 17.     |
| 2011  | IRL IndyCar Series | KV Racing Technology | 17     | 0  | 0     | 241    | 18.     |

## Wyniki w GP2
| Legenda oznaczeń w tabelach wyników Wyświetl szablon na nowej stronie | Legenda oznaczeń w tabelach wyników Wyświetl szablon na nowej stronie                                                                     |
| Oznaczenie                                                            | Wyjaśnienie |
| --------------------------------------------------------------------- | --- |
| Złoty                                                                 | Zwycięzca lub mistrzostwo |
| Srebrny                                                               | 2. miejsce lub wicemistrzostwo |
| Brązowy                                                               | 3. miejsce lub II wicemistrzostwo |
| Zielony                                                               | Ukończył, punktował (w klasyfikacji generalnej, gdy zdobył co najmniej jeden punkt na przestrzeni sezonu, poza trzema powyższymi opcjami) |
| Niebieski                                                             | Ukończył, nie punktował (w klasyfikacji generalnej, gdy nie zdobył co najmniej jednego punktu na przestrzeni sezonu)                      |
| Czerwony                                                              | Nie zakwalifikował się (NZ) |
| Czerwony                                                              | Nie prekwalifikował się (NPK) |
| Różowy                                                                | Nie ukończył (NU) |
| Różowy                                                                | Niesklasyfikowany (NS) (w klasyfikacji generalnej, gdy nie został sklasyfikowany w żadnym wyścigu sezonu)                                 |
| Czarny                                                                | Zdyskwalifikowany (DK) |
| Czarny                                                                | Wykluczony (WYK/EX) |
| Biały                                                                 | Nie wystartował (NW) |
| Biały                                                                 | Kontuzjowany (K/INJ) |
| Biały                                                                 | Wyścig odwołany (OD/C) |
| Bez koloru                                                            | Został wycofany (WYC/WD) |
| Bez koloru                                                            | Nie przybył (NP/DNA) |
| Bez koloru                                                            | Nie brał udziału w treningach (NT/DNP) |
| Bez koloru                                                            | Nie został zgłoszony (–) |
| Pogrubienie                                                           | Start z pole position |
| Kursywa                                                               | Najszybsze okrążenie wyścigu |
| †                                                                     | Nie ukończył, ale jego rezultat został zaliczony ze względu na przejechanie więcej niż 90% dystansu wyścigu.                              |
| *                                                                     | Sezon w trakcie |
| 1/2/3                                                                 | Punktowana pozycja w sprincie kwalifikacyjnym                                                                                             |
| Lista systemów punktacji Formuły 1                                    | |

| Rok  | Zespół               | Wyniki w poszczególnych eliminacjach | Wyniki w poszczególnych eliminacjach | Wyniki w poszczególnych eliminacjach | Wyniki w poszczególnych eliminacjach | Wyniki w poszczególnych eliminacjach | Wyniki w poszczególnych eliminacjach | Wyniki w poszczególnych eliminacjach | Wyniki w poszczególnych eliminacjach | Wyniki w poszczególnych eliminacjach | Wyniki w poszczególnych eliminacjach | Wyniki w poszczególnych eliminacjach | Wyniki w poszczególnych eliminacjach | Wyniki w poszczególnych eliminacjach | Wyniki w poszczególnych eliminacjach | Wyniki w poszczególnych eliminacjach | Wyniki w poszczególnych eliminacjach | Wyniki w poszczególnych eliminacjach | Wyniki w poszczególnych eliminacjach | Wyniki w poszczególnych eliminacjach | Wyniki w poszczególnych eliminacjach | Wyniki w poszczególnych eliminacjach | Wyniki w poszczególnych eliminacjach | Wyniki w poszczególnych eliminacjach | Punkty | Pozycja |
| ---- | -------------------- | ------------------------------------ | ------------------------------------ | ------------------------------------ | ------------------------------------ | ------------------------------------ | ------------------------------------ | ------------------------------------ | ------------------------------------ | ------------------------------------ | ------------------------------------ | ------------------------------------ | ------------------------------------ | ------------------------------------ | ------------------------------------ | ------------------------------------ | ------------------------------------ | ------------------------------------ | ------------------------------------ | ------------------------------------ | ------------------------------------ | ------------------------------------ | ------------------------------------ | ------------------------------------ | ------ | ------- |
| 2005 | BCN Competicion      | SMR                                  | SMR                                  | ESP                                  | ESP                                  | MON                                  | NÜR                                  | NÜR                                  | FRA                                  | FRA                                  | GBR                                  | GBR                                  | HOC                                  | HOC                                  | HUN                                  | HUN                                  | TUR                                  | TUR                                  | ITA                                  | ITA                                  | BEL                                  | BEL                                  | BHR                                  | BHR                                  | 21     | 12      |
| 2005 | BCN Competicion      | 10                                   | NW                                   | NU                                   | NU                                   | DK                                   | NU                                   | 11                                   | 11                                   | 8                                    | 15                                   | 13                                   | DK                                   | 12                                   | 6                                    | NU                                   | 14                                   | 12                                   | NU                                   | NU                                   | 2                                    | 3                                    | 8                                    | 2                                    | 21     | 12      |
| 2006 | iSport International | VAL                                  | VAL                                  | SMR                                  | SMR                                  | NÜR                                  | NÜR                                  | ESP                                  | ESP                                  | MON                                  | GBR                                  | GBR                                  | FRA                                  | FRA                                  | HOC                                  | HOC                                  | HUN                                  | HUN                                  | TUR                                  | TUR                                  | ITA                                  | ITA                                  |                                      |                                      | 42     | 6       |
| 2006 | iSport International | 8                                    | 2                                    | 6                                    | 1                                    | 6                                    | 11                                   | 8                                    | 1                                    | NU                                   | NU                                   | 8                                    | 10                                   | NU                                   | 5                                    | 4                                    | 4                                    | 4                                    | NU                                   | 13                                   | NU                                   | 10                                   |                                      |                                      | 42     | 6       |
| 2007 | Racing Engineering   | BHR                                  | BHR                                  | ESP                                  | ESP                                  | MON                                  | FRA                                  | FRA                                  | GBR                                  | GBR                                  | DEU                                  | DEU                                  | HUN                                  | HUN                                  | TUR                                  | TUR                                  | ITA                                  | ITA                                  | BEL                                  | BEL                                  | VAL                                  | VAL                                  |                                      |                                      | 0      | 29      |
| 2007 | Racing Engineering   | –                                    | –                                    | –                                    | –                                    | –                                    | NU                                   | NW                                   | –                                    | –                                    | 14                                   | 8                                    | –                                    | –                                    | –                                    | –                                    | –                                    | –                                    | –                                    | –                                    | –                                    | –                                    |                                      |                                      | 0      | 29      |

## Starty w Indianapolis 500
| Rok  | Nadwozie | Silnik | Start | Wynik | Uwagi                  |
| ---- | -------- | ------ | ----- | ----- | ---------------------- |
| 2008 | Dallara  | Honda  | 26    | 26    | Skrzynia biegów        |
| 2009 | Dallara  | Honda  | 29    | 24    | Układ kierowniczy      |
| 2010 | Dallara  | Honda  | 19    | 25    | Uszkodzenie po wypadku |
| 2011 | Dallara  | Honda  | 18    | 32    | Wypadek                |